# Międzynarodowy Festiwal Filmowy w Hongkongu
Międzynarodowy Festiwal Filmowy w Hongkongu – założony w 1976 roku pierwszy międzynarodowy festiwal filmowy w Azji. Pierwsza edycja Międzynarodowego Festiwalu Filmowego w Hongkongu odbyła się w 1977 roku, stał się on inspiracją i miał wpływ na inne festiwale filmowe. Przyczynił się do szerzenia wiedzy o Hongkongu, miał wkład w kulturę hongkońskiego filmu oraz wypromował Hongkong za granicą. Międzynarodowy Festiwal Filmowy w Hongkongu organizował galę rozdania nagród Asian Film Award.